# 洛沙科瓦古塔
51°1′44″N 30°39′26″E / 51.02889°N 30.65722°E
洛沙科瓦古塔（烏克蘭語：Лошакова Гута），是烏克蘭北部的村莊，隸屬切爾尼希夫州的切爾尼希夫區。該村始建於1600年，面積0.93平方公里，海拔高度108米，2001年人口150，人口密度每平方公里162.2人。